# Дайв-флаг

Международный морской флаг «Альфа»

Дайв-флаг — морской флаг, предназначенный для предупреждения окружающих о том, что с судна, вывесившего флаг, осуществляются подводные спуски.
Существует две версии: международный морской (международное кодовое обозначение буквы 'A', )и красно-белый флаг (красный с белой диагональю, ), изобретённый Дензелем Джеймсом Докери и введенный Тэдом Никсоном в 1956 году.
Лодки, суда и иные водные транспортные средства должны находиться на безопасном расстоянии от судна, поднявшего такой флаг. Транспортные средства представляют опасность водолазам, и печально малое количество капитанов действительно знают, что собой представляет дайв-флаг. Некоторые полагают, что эти флаги — маркеры поворота. Если вы заметили транспортное средство, работающее в непосредственной близости от дайв-флага, необходимо вызвать береговую охрану (речной патруль, полицию).

## История появления водолазного флага

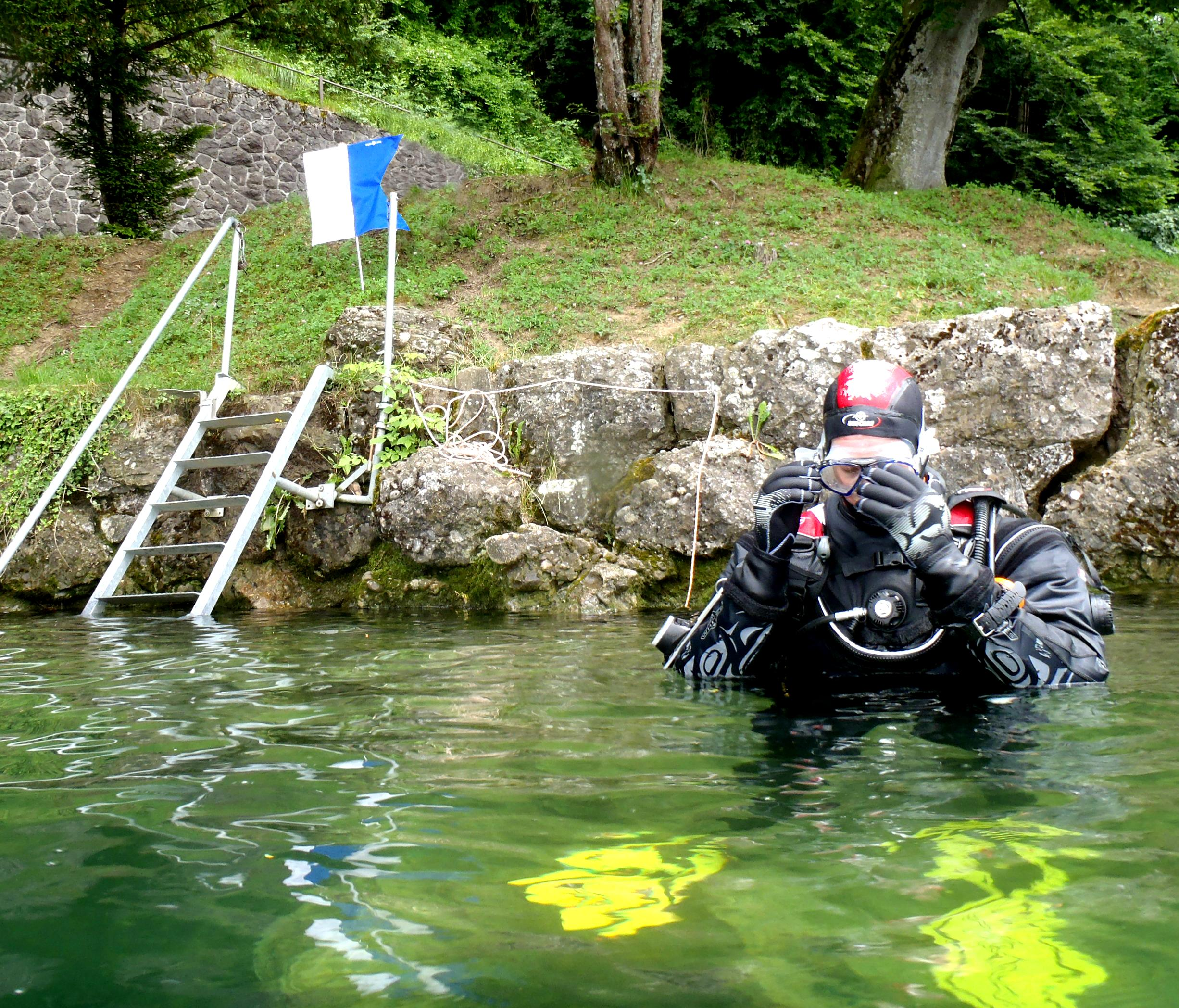
Дайвер готовится к погружению, установив флаг «Альфа».

16 августа 1949 Дензель уволился из ВМС США и решил заняться бизнесом в сфере дайвинга. Поначалу, как бывший военный, во время погружений в Великих озёрах Докери использовал красный флаг «Baker» (с 1957 года называется «Bravo»), применяемый в ВМС США. Но этот флаг не был признан гражданским водолазным сообществом. Тогда Дензель решил произвести модификацию: он попросил свою жену, Руфь Эвелин Карлсон, пришить белую полосу на красное полотнище. Изначально было решено разместить полосу горизонтально по центру флага. К сожалению, возникла проблема — оказалось, что это национальный флаг Австрии. Нужно было придумать что-то другое: вертикальная белая полоса тоже была отвергнута, так как получался сигнальный флаг «Seven». Подумав, они решили сделать диагональную полосу. Руфь пришила полосу от верхнего левого угла до нижнего правого. Так был рожден водолазный флаг.
В 1956 году Тэд Никсон из компании «U.S. Divers» стал национальным дистрибьютором нового флага. В сентябре 1957 года журнал «Skin Diver» рассказал о флаге в передовице и попросил читателей высказаться о дизайне. В феврале 1958 года обсуждение было завершено и журнал объявил «Мичиганский водолазный флаг» выбором читателей. Докери продолжил работу по официальному признанию флага в родном штате и добился успеха: Мичиган стал первым штатом в США, принявшим закон о водолазном флаге.
Согласно правилам Департамента природных ресурсов штата Мичиган, дайверы не должны совершать погружения в районах с интенсивным судоходством и обязаны всегда во время погружений устанавливать водолазный флаг. Детально закон для дайверов в штате Мичиган расписан в NATURAL RESOURCES AND ENVIRONMENTAL PROTECTION ACT 324.80155, 1994: «При любом погружении в водолазном снаряжении в водах штата над местом погружения или рядом необходимо установить буй или лодку с красно-белым флагом. Флаг должен быть размером не менее 392х343 миллиметров с белой диагональной полосой шириной 86 миллиметров. Флаг необходимо устанавливать только во время погружения. Суда не должны подходить к флагу ближе 60 метров, если они не участвуют в дайв-операциях. Водолазы не должны удаляться от флага более чем на 30 метров».

## Описание

Водолазный флаг "Diver Down"

«Водолазный флаг» (англ. Diver Down) — красное полотнище с белой диагональной полосой из левого верхнего угла в правый нижний. Национальный водолазный флаг, обозначающий: «У меня спущен водолаз; держитесь в стороне от меня и следуйте малым ходом». Местные законы устанавливают, на каком расстоянии от обеспечивающего судна должны проходить суда, и на какое расстояние от флага могут удаляться водолазы. Если таких законов нет, предписывается держаться от флага на расстоянии 15 метров, а судам — на расстоянии не менее 30-60 метров.
Пример: Divers-Down Flag Law. Florida. 327.331 Divers; definitions; divers-down flag required; obstruction to navigation of certain waters; penalty:
1. Флаг может быть прямоугольным или квадратным. Если флаг прямоугольной формы, длина флага должна быть больше его высоты и превышать её менее чем на 25 %. Флаг должен быть полностью распрямлен даже при отсутствии ветра с помощью проволоки или рёбер жёсткости.
2. ширина белой диагональной полосы равна 25 % высоты флага.
3. Минимальный размер флага, установленного на лодке или буксируемом дайвером буе — 294х294 миллиметра (12х12 дюймов). Минимальный размер флага, установленного на судне — 588х490 миллиметров (24х20 дюймов).
4. На реках, фиордах, судоходных каналах дайверы не должны удаляться от флага на расстояние более 30 метров. Суда не должны подходить к флагу ближе, чем на 30 метров.
5. При погружении в условиях, отличных от п. 4, расстояние увеличивается до 100 метров.

Международный морской флаг «Папа»

Флаг «Альфа». Международный флаг, обозначающий: «У меня спущен водолаз; держитесь в стороне от меня и следуйте малым ходом».
При погружении с судна на мачте вывешивается флаг «Альфа». При погружении с берега или при большом удалении от судна к буксируемому буйку необходимо крепить «Водолазный флаг».
Флаг «Папа» — синее полотнище с белым квадратом посередине. Международный флаг, обозначающий: «Всем следует быть на борту, так как судно скоро снимается. Выйти всем из воды.»